# Agonita tayabasenis
Agonita tayabasenis es un coleóptero de la familia Chrysomelidae.
Fue descrita científicamente por primera vez en 1931 por Uhmann.